# Gabriele Warminski-Leitheußer

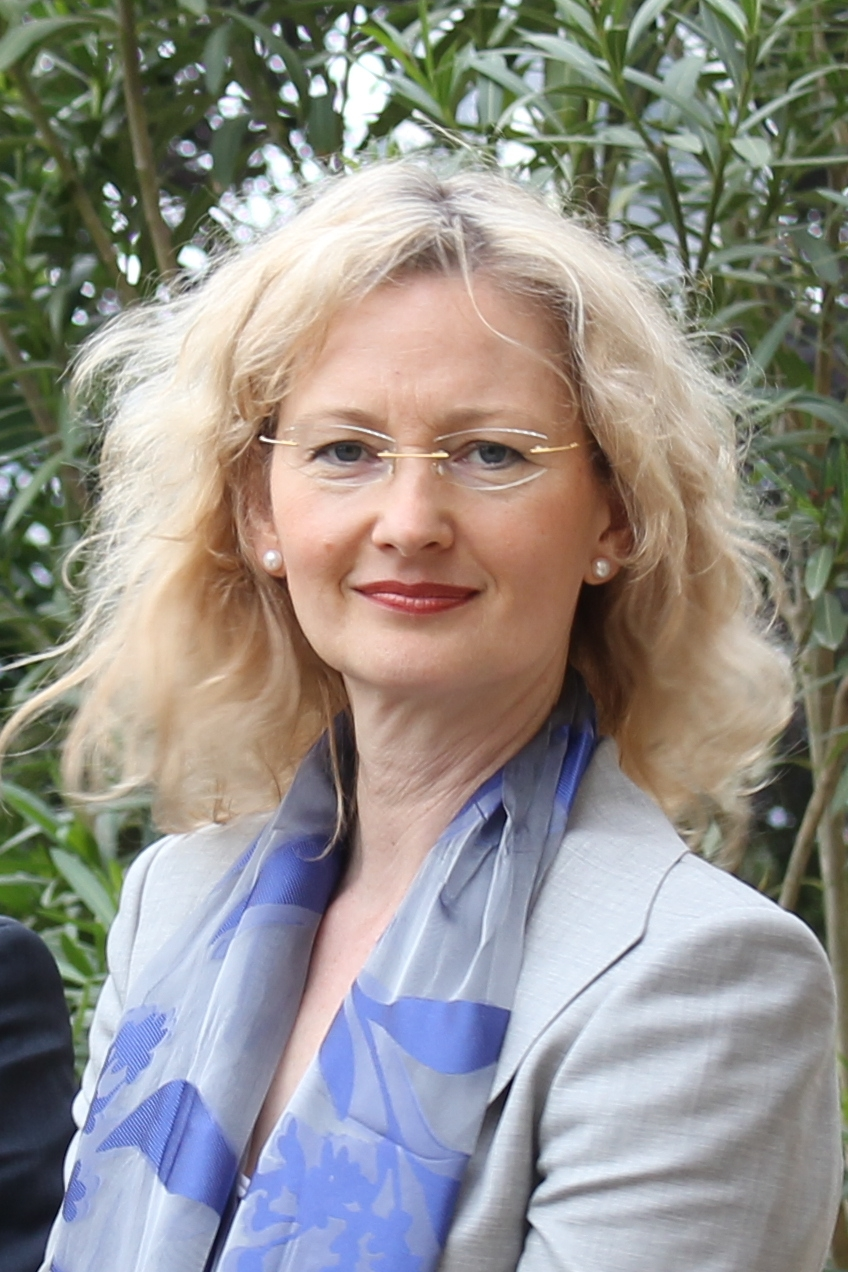
Gabriele Warminski-Leitheußer (2011)

Gabriele Warminski-Leitheußer (* 26. Februar 1963 in Waltrop) ist eine deutsche Politikerin. Von Mai 2011 bis Januar 2013 war sie für die SPD Landesministerin für Kultus, Jugend und Sport von Baden-Württemberg im Kabinett Kretschmann I.

## Ausbildung und Beruf
Warminski-Leitheußer legte im Jahr 1982 das Abitur am Theodor-Heuss-Gymnasium in Waltrop ab und absolvierte im Anschluss eine vierjährige Ausbildung für den gehobenen nichttechnischen Dienst bei der Kreisverwaltung Recklinghausen mit begleitendem zweijährigem Fachhochschulstudium zur Diplom-Verwaltungswirtin (FH). Danach war sie als Sachbearbeiterin tätig und studierte zwischen 1986 und 1994 Jura an der Ruhr-Universität Bochum.

## Politik
Nachdem sie mit 16 Jahren Mitglied der Jusos geworden war, trat sie 1992 wegen des Asylkompromisses aus der SPD aus. Im Jahr 1999 trat sie der Partei jedoch wieder bei. Vom 28. November 2009 bis zum 14. November 2011 war sie Mitglied im Landesvorstand der SPD Baden-Württemberg.
Bis 2000 war Warminski-Leitheußer juristische Co-Dezernentin beim Landkreis Lüchow-Dannenberg. Von 2000 bis 2008 war sie Dezernentin des Kreises Unna, zunächst bis 2005 für Familie, Jugend, Gesundheit und Verbraucherschutz, dann für Arbeit, Soziales, Kultur und Medien. Von März 2008 bis Mai 2011 war sie Bürgermeisterin für Bildung, Jugend, Sport und Gesundheit der Stadt Mannheim. 
Vor der Landtagswahl 2011 wurde sie vom SPD-Spitzenkandidaten Nils Schmid als Bildungsexpertin in das Schattenkabinett berufen.
Am 12. Mai 2011 wurde Warminski-Leitheußer als Ministerin für Kultus, Jugend und Sport Baden-Württembergs im grün-roten Kabinett von Winfried Kretschmann vereidigt. Am 7. Januar 2013 trat Warminski-Leitheußer auf Druck ihrer Partei von ihrem Ministeramt zurück. Danach trat sie aus der SPD aus.

## Politische Positionen
Warminski-Leitheußer hatte zwischenzeitlich Pläne, das neunjährige Gymnasium in Baden-Württemberg wieder einzuführen, aufgegeben, obwohl sie Kritikerin des achtjährigen Gymnasialzuges ist. Sie schaffte außerdem die Verbindlichkeit der Grundschulempfehlung ab und führte Gemeinschaftsschulen als neuen Schultyp ein.
Am 5. August 2011 wurde bekannt, dass Englisch in den Grundschulklassen 1 und 2 voraussichtlich wieder abgeschafft werden soll. Die Ministerin hatte darauf hingewiesen, dass Englisch in der Grundschule nur wenig positive Auswirkungen auf das Sprachverständnis habe, oder sogar negative. Bereits unter Warminski-Leitheußers Vorgänger Helmut Rau waren massive Probleme mit Englisch in der Grundschule bekannt geworden.